# Tütschengereuth
Tütschengereuth ist ein Gemeindeteil der Gemeinde Bischberg und eine Gemarkung im oberfränkischen Landkreis Bamberg.

## Lage
Das Kirchdorf Tütschengereuth mit 685 Einwohnern liegt auf einer Hochfläche an den Ausläufern des Steigerwaldes.
Die Gemarkung Tütschengereuth liegt vollständig im Gemeindegebiet von Bischberg und bildet den Westen des Gemeindegebiets. Sie hat eine Fläche von 368,95 Hektar. Einziger Gemeindeteil auf der Gemarkung ist das Kirchdorf Tütschengereuth.
Nachbarorte sind Viereth im Norden, die Bischberger Ortsteile Trosdorf im Nordosten und Weipelsdorf im Osten, die Walsdorfer Ortsteile Hetzentännig, Walsdorf, Zettelsdorf und Kolmsdorf im Süden sowie Feigendorf im Südwesten, und der Lisberger Ortsteil Triefenbach sowie Trabelsdorf im Westen.

## Geschichte
Tütschengereuth wurde erstmals im Jahr 1352 urkundlich erwähnt. Die Wendelini-Kirche wurde im Jahre 1788 erbaut, vorher befand sich dort eine Kapelle. Das Kirchdorf Tütschengereuth war einziger Gemeindeteil der gleichnamigen Gemeinde im Landkreis Bamberg, die zuletzt etwa 475 Einwohner und eine Fläche von etwa 369 Hektar hatte. Zum 1. Januar 1975 wurde Tütschengereuth nach Trosdorf eingemeindet. Durch die Eingemeindung von Trosdorf zum 1. Mai 1978 wurde Tütschengereuth ein Gemeindeteil der Gemeinde Bischberg.

## Vereine
Der örtliche Fußballverein ist der SV DJK Tütschengereuth 1928 e. V. Außerdem gibt es einen Obst- und Gartenbauverein, die Freiwillige Feuerwehr sowie den Soldaten- und Kameradschaftsverein.

## Wirtschaft und Infrastruktur
Die Tütschengereuther Hauptstraße ist ein Abschnitt der Staatsstraße 2262 zwischen Trosdorf und Trabelsdorf, welche die Ortsverbindungsstraße nach Walsdorf kreuzt. Das Kirchdorf besitzt eine Bushaltestelle an der markanten Ortskreuzung. Diese ist durch das Linienbündel 8 des Landkreises in das Regionalbusnetz der Verkehrsgemeinschaft Nürnberg (VGN) eingebunden. Bis zu achtmal werktäglich hält dort die Buslinie 994 von Green Mobility Connection, dem aktuellen Konzessionsnehmer, die zwischen dem Bamberger Bahnhof und Priesendorf verkehrt. Abends besteht ein Anschluss von der Bamberger Stadtbuslinie im Hauptort Bischberg mit einem Rufbus.